# Нюхова цибулина

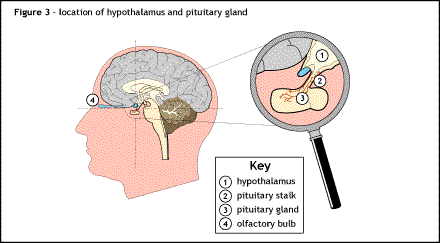

Нюхова цибулина (нюхові цибулини) — частина нюхового мозку, парне утворення, що складається з тіл других нейронів біполярного типу нюхового аналізатора. Нею закінчуються волокна нюхового нерву, утворюючи синаптичні контакти (клубочки). Розташовується у внутрішньочерепній порожнині між лобовою часткою зверху і решітчастою платівкою гратчастої кістки знизу, через отвір якої в неї надходять нервові волокна нюхової області носа, а ззаду продовжується в нюховий тракт. Зона первинної проєкції нюхової цибулини пов'язана з еферентними шляхами з центрами переднього і проміжного мозку.

## Структура
У більшості хребетних нюхова цибулина є самою передньою частиною мозку.